# Panssarimiina m/39
A Panssarimiina m/39 egy finn harckocsiakna volt, melyet a téli háború, a második világháború és a folytatólagos háború alatt használtak. Az akna a Panssarimiina m/36 helyettesítőjeként került hadrendbe a finn hadseregnél. Először 1939 decemberében vetették be, a téli háború kezdetekor. A harckocsiakna gyártása a téli háború alatt kezdődött. Még a háború előtt tervezték, a háború kitörésekor pedig 85 000 darabot rendeltek belőle. Noha egyszerűbb volt gyártani, mint a korábbi m/36 aknát, ez a típus is túl komplikáltnak bizonyult és nem tudták pótolni a hiányzó mennyiséget. Ebből kifolyólag jött létre a gyors tervezésű és fejlesztésű fából készült Panssarimiina m/S–39, amelyet nagy mennyiségben tudtak gyártani fém mechanizmusok használata nélkül.
Az akna robbanótöltete kevésnek bizonyult ahhoz, hogy eltörje a kései szovjet harckocsik lánctalpát, emiatt egy kiegészítő töltettel bővítették az aknát, amely 2,5 kg-nyi TNT-t tartalmazó fém láda volt. Ezt az akna alá ásták, hogy megnöveljék a fő töltet robbanóerejét. Ahol ez a kiegészítő töltet nem volt elhelyezhető, ott két aknát ástak egymás alá.

## Fordítás
- Ez a szócikk részben vagy egészben  a   Panssarimiina m/39 című angol Wikipédia-szócikk ezen változatának fordításán alapul.  Az eredeti cikk szerkesztőit annak laptörténete sorolja fel. Ez a jelzés csupán a megfogalmazás eredetét és a szerzői jogokat jelzi, nem szolgál a cikkben szereplő információk forrásmegjelöléseként.